# Sarangani
Para la provincia, véase Provincia de Sarangani.
Sarangani es un municipio filipino de cuarta categoría, situado en la parte sudeste de la isla de Mindanao. Forma parte de la provincia de Dávao Occidental situada en la Región Administrativa de Dávao en cebuano Rehiyon sa Davao, también denominada Región XI. Para las elecciones está encuadrado en el Segundo Distrito Electoral.

## Geografía
Municipio formado por las islas de Sarangani, Balut y Olaniván, separadadas de la parte más meridional de Mindanao por el estrecho de Sarangani que comunica el mar de Filipinas, al este, con el mar de Célebes, al oeste.

### Barrios
El municipio de Sarangani se divide, a los efectos administrativos, en 12 barangayes o barrios, conforme a la siguiente relación:
- Isla de Sarangani: Patuco (Sarangani Norte), Camahual, Laker (Sarangani Sur) y Camálig
- Isla de Balut:  Batuganding,  Konel,  Lipol, Mabila (Población), Tinina, Gomtago, Tagen y Tucal.

## Historia
El actual territorio de la provincia de Dávao del Sur fue parte de la provincia de Caraga durante la mayor parte del Imperio español en Asia y Oceanía (1520-1898).
A principios del siglo XIX  una ola de inmigrantes de la región de Visayas, en su mayoría de Cebú, llegó a este barrio de Padada. La isla de Mindanao se hallaba dividida en siete distritos o provincias.
En 1967, la provincia de Dávao se divide en tres provincias: Dávao del Norte, Dávao del Sur y Dávao Oriental.